# Серотонин
Серотонин или 5-хидрокситриптамин (5НТ) е моноаминен невротрансмитер, който се синтезира в серотонергичните неврони на централната нервна система, общо около 10%, а също така и в ентерохромафинните клетки на стомашно-чревния тракт за останалите 90 %. Прекурсора му е триптофан наличен под формата 5HTP като спортна добавка. Серотонинът също се среща в редица гъби и растения, в това число плодове и зеленчуци. Серотонин се произвежда още и от един вид карцином у човека, наречен карциноид.

## Роля
Серотонинът играе важна роля при регулирането на агресивността, телесната температура, настроението, съня, повръщането, кръвосъсирването, сексуалността и апетита. Освен това той има отношение към остаряването, ученето и паметта. Ниските нива на серотонин биха могли да бъдат причина за агресивно поведение, клинична депресия, мигрена, раздразнителен стомах, фибромиалгия и различни нервни разстройства. От друга страна високите дози на серотонин в кръвта могат да са симптом на остеопороза.
Познат е още като „хормон на щастието".

## Откриване
Серотонинът е изолиран през 1948 г. от Морис Рапорт, Арда Грийн и Ъруин Пейдж. По-късно с идентифицирането на химическата му структура в клиничната сфера се налага името 5-хидрокситриптамин (5НТ).

## Биосинтеза и метаболизъм
В организма серотонинът (5-НТ) се синтезира пряко от триптофан – незаменима аминокиселина, съдържаща се в белтъците на храната. В серотонинсинтезиращите клетки триптофанът първо се превръща в 5-хидрокситриптофан от ензима триптофан хидроксилаза. Активността на последния определя скоростта на синтеза на 5-НТ. Следващата стъпка е декарбоксилиране на 5-хидрокситриптофана до	5-хидрокситриптамин (5-НТ, серотонин). Това се извършва от неспецифична ароматна L-аминокиселинна декарбоксилаза, която участва в синтеза на всички катехоламини.
В цитоплазмата серотонинът се поема от секреторни везикули (гранули). В тях той се депонира под формата на недифундиращ комплекс с АТФ или с други вещества до получаване на сигнал за секретирането му. Серотонинергичните нервни окончания, както и тромбоцитите, притежават високоафинитетен механизъм за поемане на серотонин, което им позволява да приемат обратно освободения медиатор. Той е подобен на механизмите за обратно поемане при адренергичните и допаминергичните нервни окончания.
Основна роля в метаболизирането на серотонина играе ензимът моноаминоксидаза (МАО), Чрез оксидативно дезаминиране той превръща 5-НТ в 5-хидроксииндол оцетен алдехид. Този алдехид бързо се метаболизира в 5-хидроксииндолоцетна киселина чрез окисляване от алдехиддехидрогеназа. В по-малка степен той се подлага на редукция от алдехидредуктаза до 5-хидрокситриптофан.
Подобно на норадреналина, серотонинът пренася нервните импулси от клетка на клетка. Когато един неврон (нервна клетка) е във възбудено състояние той произвежда в синапсите си (нервните окончания) серотонин, който се отделя от клетката и достига до съседната. Тук разположените по мембраната рецептори го поемат, вкарват го в самата клетка, където серотонинът води до образуването на електричен потенциал. Колкото повече рецептори по клетъчната мембрана се активират, толкова по-силен е импулсът.
Клинични изследвания показват, че мъже в депресивни настроения произвеждат недостатъчни количества серотонин или притежават твърде малко клетки, които използват хормона като посредник за предаване на импулси. Различни вещества могат да активират отделянето на серотонин – естрогените например допълнително блокират и неговото разграждане, така че концентрацията му в междуклетъчното пространство и в клетката се увеличава.
Редица съвременни медикаменти се базират върху антидепресивните качества на серотонина. Най-новите лекарства за терапия на депресията се наричат селективни блокатори на обратното приемане на хормона. Те повишават концентрацията му (и концентрацията на норадреналина) в междуклетъчното пространство – такива са например флуксетинът и серопрамът.
Едно изследване на 70 пациенти от психиатрична клиника в Берлин, направили опит за самоубийство, показва ниски серотонинови нива в организма им. Приемането на лекарства, повишаващи концентрацията на хормона, значително подобрило самочувствието на пациентите. „Навярно в скоро време ще можем да провеждаме профилактика на самоубийствата чрез медикаменти“ – обобщава Бернд Аренс, ръководител на проучването.
По-рано при лечението на депресиите се е прилагал Л-триптофан – прекурсор на серотонина. Той се съдържа и в шоколада – едно обяснение защо стресирани хора нерядко посягат към него. Доказано е, че шоколадът увеличава серотониновите нива в кръвта. От друга страна, слънчевата светлина през лятото блокира разграждането на серотонина, докато през зимата, по време на кратките дни и дългите нощи, той бързо се разгражда. С всичките си отрицателни страни, тъй като съдържа въглехидрати и мазнини, шоколадът блокира разграждането на хормона в организма.
Последно проучване от Юта (САЩ) твърди, че серотонинът е в състояние да стимулира сомнамбулизма. Освен това твърде високите нива на хормона в кръвта водят до намаляване на концентрацията и отслабване на паметта.
Предстои да бъдат разгадани и други качества и странични ефекти на серотонина. Ясно е обаче, че участието му в регулацията на редица психични процеси при мъжете е значително.